# Шоош, Виктория
Виктория Шоош (венг. Soós Viktória; в первом замужестве — Редеи Шоош (Rédei Soós) род. 28 июля 1985 года, Дебрецен) — венгерская гандболистка, правый полусредний команды «Будаэрш», бывший игрок сборной Венгрии. Бронзовый призёр чемпионата Европы 2012 года.
В июне 2017 года объявила о завершении карьеры, но в 2019 году вернулась в гандбол.
Первый муж — гандболист Иштван Редеи. Второй муж — Гергей Яки-Сабо, сын — Гергё.

## Достижения

### В клубах
- Чемпионат Венгрии:
  - Чемпионка: 2007
  - Серебряный призёр: 2008, 2009, 2010
- Кубок Венгрии:
  - Серебряный призёр: 2009
- Лига чемпионов:
  - Победитель: 2013
- Кубок Европейской гандбольной федерации:
  - Полуфиналист: 2006
- Кубок обладателей Кубков ЕГФ:
  - Полуфиналист: 2007

### В сборной
Дебютировала 23 апреля 2011 в матче против Нидерландов, сыграла 26 игр и забила 54 гола.
- Чемпионат Европы:
  - Бронзовый призёр: 2012